# Feqqas
Feqqas (en arabe : فقاص) est un gâteau sec marocain,. Il est fait d'œufs, de sucre, de farine et de levure auxquels on peut ajouter des amandes et/ou des raisins secs. Il est servi avec le thé à la menthe.